# アリアン4
アリアン4は、欧州宇宙機関が1988年から2003年まで使用していたロケット。アリアンスペース社の商品でもある。

## 概要
アリアン3の拡大型であり、1段目に大型ブースターを追加している点が大きな相違点である。1983年より開発が開始され、初打ち上げは1988年6月15日。2003年まで打ち上げに用いられ、実績は成功104回、失敗3回である。
後述のとおりブースターの使用数・状況によって6つの派生型があり、固体ロケットブースター使用の場合はPが、液体ロケットブースター使用の場合はLが末尾に付される。なお、液体ロケットブースターの方が推力が大きい。また派生型は数字の一の位がブースターの使用本数を示す。
世界の商業衛星の打上げ市場において60%のシェアを獲得した。

## 派生型
打上げ用途に応じていくつかの派生型が存在した。2または4基の固体燃料補助ロケット（PAP - Propulseurs d'Appoint à Poudre）や液体燃料補助ロケット（PAL - Propulseurs d'Appoint à Liquide）を使用した。Spelda（Structure Porteuse Externe de Lancement Double Ariane,フランス語で'アリアンによる複数打上げのための外部輸送構造物'）と呼ばれる装置で1度に複数の衛星を軌道に投入することができた。
基本型であるAR 40は全高58.4 m、直径3.8 m、離陸重量245 t、ブースターなし。主エンジンは4基のバイキング2Bエンジンで、推力は667 kNだった。2段目はバイキング4Bエンジン、3段目はHM7-B型を用いる。2.1 tの静止トランスファ軌道投入か5.0 tの低軌道投入能力をもつ。
最大能力を持つAR 44Lは、4基の液体燃料補助ロケットを使用、第4段を追加して総重量470tに達する。静止トランスファ軌道への4.8 tかに7.6 tの低軌道投入能力を持つ。
なお、アリアン4による静止軌道投入重量の記録は4.946tである。

## 打上げ実績
1988年の打上げ以来116回の打上げで成功率は97%に達する。最後の打上げは2003年2月15日でインテルサット907を静止軌道に投入した。
| サブタイプ | 発射回数 | 成功回数 | 失敗日付      |
| ---------- | -------- | -------- | ------------- |
| AR 40      | 7        | 7        | -             |
| AR 42L     | 12       | 12       | -             |
| AR 42P     | 14       | 13       | 1994年12月1日 |
| AR 44L     | 34       | 33       | 1990年2月22日 |
| AR 44LP    | 26       | 25       | 1994年1月24日 |
| AR 44P     | 15       | 15       | -             |

## 退役
従来アリアン4が担当していた打上げは後継のアリアン5とソユーズSTが担当する。アリアン4よりも重い物や軽い物はソユーズとセントールを組み合わせて打ち上げる予定である。 ソユーズロケットはペイロードプラットフォームは再使用し、アリアン4から流用した大型の炭素繊維製のフェアリングを使用し、ギアナ宇宙センターから打ち上げられる予定である。